# 松平信利
松平 信利（まつだいら のぶとし）は、江戸時代前期の大名。丹波国篠山藩の第3代藩主。官位は従五位下主膳正。形原松平家9代当主。

## 略歴
万治2年（1659年）4月24日、第2代藩主・松平典信の次男として江戸で誕生。
庶兄・信孝が駿府城代・松平重信の養嗣子となったため嫡子となった。寛文12年（1672年）11月に父が死去したため、翌寛文13年（1673年）1月19日に家督を継いだ。12月28日に従五位下・主膳正に叙位・任官する。
若年のため、藩政は隠居していた祖父・松平康信によって行なわれた。延宝2年（1674年）8月、初めて篠山へ入封したが、翌延宝3年（1675年）5月、参勤交代で江戸に向かう途中で発病したため、篠山に帰国し養生につとめた。しかし病状は好転せず、延宝4年（1676年）11月28日に篠山で死去した。享年18。
跡を同母弟で養子・信庸が継いだ。

## 系譜
- 父：松平典信（1629-1673）
- 母：専称院 - 板倉重宗娘
- 婚約者：胤 - 松平頼元長女
- 養子
  - 男子：松平信庸（1666-1717） - 松平典信の三男